# BlueGriffon
BlueGriffon est un logiciel d'édition de pages web WYSIWYG, successeur de Mozilla Composer et Nvu, et concurrent des solutions commerciales comme Adobe Dreamweaver. C'est un logiciel libre multiplateforme (Windows, MacOS, Linux) sous triple licence MPL/GPL/LGPL développé par Daniel Glazman. Mis en service en 2008, il est retiré du marché en 2024.

## Fonctionnalités
L'interface du logiciel BlueGriffon, en 20 langues, propose une vue en "Page Web" (comme si la page était vue par un navigateur), une vue en "Code source" (comme si la page était composée en texte). On peut combiner les deux grâce à une troisième "Vue combinée" qui juxtapose les deux premières.
À droite, un volet amovible fait apparaitre des panneaux préalablement sélectionnés dans le menu "Panneaux" : ARIA, Styles CSS, Explorateur DOM, Internationalization Tag Set 2.0, Éditeur de scripts, Feuilles de style.
Le logiciel BlueGriffon propose une dizaine de gabarits (modèles de page) issus de la bibliothèque YUI (Yahoo).
Le logiciel BlueGriffon propose un accès facilité à deux bibliothèques de polices de caractères virtualisées (Web Fonts), FontSquirrel et Google Fonts.
Le logiciel intègre un module de reconnaissance de texte (OCR), ainsi qu'un éditeur d'images, SVG-edit (en), qui permet de créer ou modifier des images vectorielles au format SVG et de les embarquer directement dans les pages web créées.
Des modules complémentaires gratuits peuvent être ajoutés à BlueGriffon : dictionnaires en 13 langues différentes, FireFTP. Le module complémentaire FireFTP rend facile la gestion du lien entre client et serveur, mais ne prend pas en charge ni les modifications de nom, ni les modifications d'emplacement.

## Support des standards
Le logiciel BlueGriffon génère des pages en HTML et CSS. Son moteur de rendu supporte la plupart des éléments HTML5 (en particulier les balises <audio> et <video>) et les propriétés CSS3 compatibles avec les spécifications W3C. L'éditeur génère également des règles de style pour les autres navigateurs web lorsque cela est possible. Il propose une interface visuelle très riche permettant d'utiliser les propriétés CSS3 sans en connaitre la syntaxe précise, ce qui en fait un excellent compagnon pour le développeur, surtout lorsque la syntaxe des propriétés expérimentales varie selon les navigateurs.

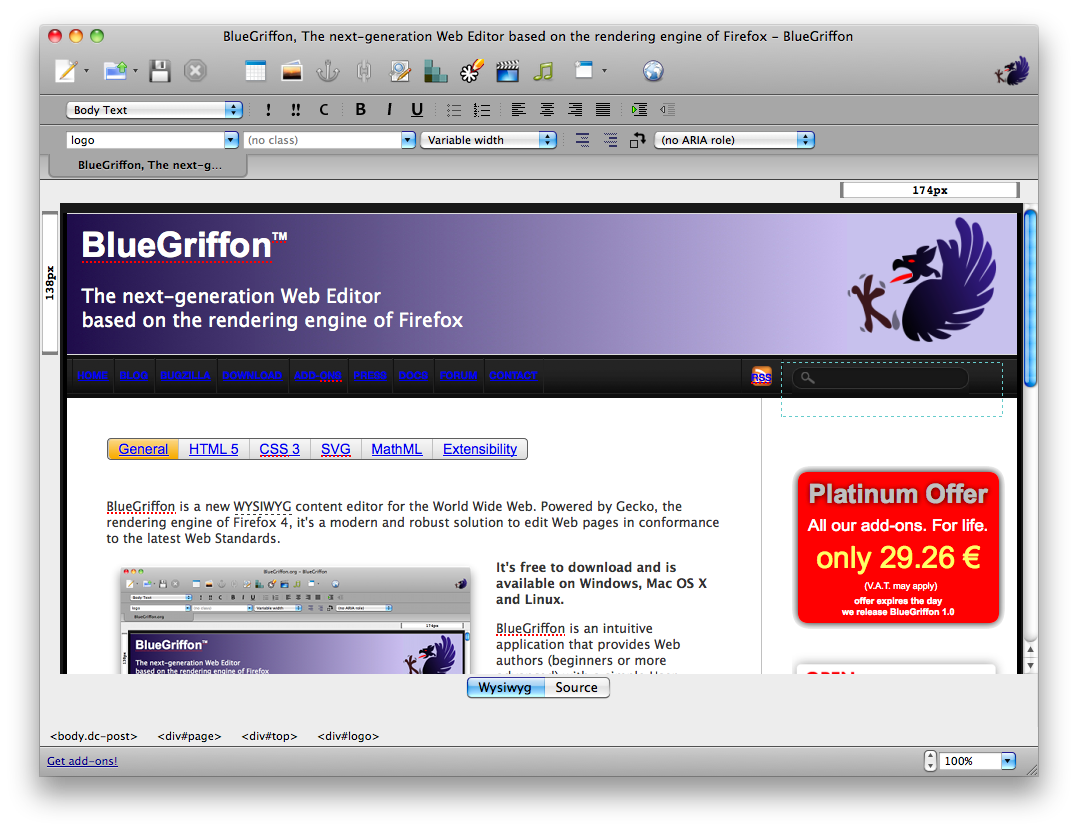
Interface de BlueGriffon, l'éditeur de pages Web et ePub

BlueGriffon a pris en compte les enjeux de l'accessibilité du web puisqu'il propose notamment l’ajout de rôles ARIA (Accessible Rich Internet Applications) aux différents éléments présents dans une page web, rend obligatoire la saisie de "description alternative" aux images, propose l'ajout d'un attribut « longdesc » (description longue) pour les images, etc.

## Récompenses
BlueGriffon obtient un Prix de l'innovation libre lors de l'édition 2010 de la Demo Cup qui a lieu lors du Forum mondial du libre à Paris. En 2013, la société qui édite le logiciel, Disruptive Innovations, reçoit un prix de reconnaissance de l'Alliance européenne des technologies multilingues pour avoir été le premier éditeur à implémenter les trois principales catégories de données du W3C Internationalization Tag Set 2.0.